# Coenosia xuei
Coenosia xuei är en tvåvingeart som beskrevs av Xiaolong Cui och Li 1996. Coenosia xuei ingår i släktet Coenosia och familjen husflugor.
Artens utbredningsområde är Jilin (Kina). Inga underarter finns listade i Catalogue of Life.